# Once Bitten
Once Bitten è il terzo album in studio del gruppo musicale statunitense Great White, pubblicato nel giugno del 1987 dalla Capitol Records. Si tratta del primo successo commerciale raggiunto dal gruppo, grazie in particolare a singoli come Rock Me, che è diventata una delle canzoni più apprezzate dei Great White. La traccia che apre l'album, Lady Red Light, è stata utilizzata nell'episodio Il divorzio di Tom della seconda stagione della serie televisiva Parks and Recreation.

## Tracce
1. Lady Red Light – 4:53 (Mark Kendall, Jack Russell, Alan Niven, Michael Lardie)
2. Gonna Getcha  – 4:13 (Kendall, Niven, Lardie)
3. Rock Me – 7:19 (Kendall, Russell, Niven, Lardie)
4. All Over Now – 4:21 (Kendall, Niven, Lardie)
5. Mistreater – 5:49 (Kendall, Russell, Niven, Lorne Black)
6. Never Change Heart – 4:27 (Kendall, Russell, Niven)
7. Fast Road – 3:40 (Kendall, Russell, Niven, Black, Audie Desbrow, Lardie)
8. On the Edge – 6:01 (Kendall, Russell, Niven)
9. Save Your Love – 5:46 (Jerry Lynn Williams, Russell)

### Edizione britannica
L'edizione pubblicata nel Regno Unito presentava una lista tracce diversa e includeva tre brani provenienti dall'album Shot in the Dark del 1986.
1. Lady Red Light
2. Gonna Getcha
3. Rock Me
4. All Over Now
5. Fast Road
6. What Do You Do (live)
7. Face the Day
8. Gimme Some Lovin'

## Formazione
Great White
- Jack Russell – voce
- Mark Kendall – chitarre, produzione, arrangiamenti, cori
- Michael Lardie – chitarre, tastiere, produzione, arrangiamenti, ingegneria del suono
- Lorne Black – basso
- Audie Desbrow – batteria

Produzione
- Alan Niven – produzione, arrangiamenti
- Eddie Ashworth – ingegneria del suono
- George Marino – mastering

## Classifiche

### Classifiche settimanali
| Classifica (1987) | Posizione massima |
| ----------------- | ----------------- |
| Stati Uniti       | 23                |

### Classifiche di fine anno
| Classifica (1988) | Posizione |
| ----------------- | --------- |
| Stati Uniti       | 56        |